# Magistra vitae
Magistra Vitae é uma expressão latina, usada por Cícero em seu De Oratore como personificação da história, significando "mestra da vida". Muitas vezes parafraseado como Historia est Magistra Vitae, se transmite a ideia de que o estudo do passado deve servir de lição para o futuro, e agiu como um importante pilar da historiografia clássica, medieval e renascentista.
A frase completa, com tradução em inglês, é:

 | Historia vero testis temporum, lux veritatis, vita memoriae, magistra vitae, nuntia vetustatis, qua voce alia nisi oratoris immortalitati commendatur? | "Que voz, a não ser a do orador, pode confiar a História, que é verdadeiramente a testemunha dos tempos, a luz da verdade, a vida da memória, a mestra da vida, a anunciadora dos tempos passados, à eternidade?" |
Cicero, De Oratore, II, 36.